# Condat-sur-Trincou
Condat-sur-Trincou, okzitanisch Condat de Trencor, ist eine französische Gemeinde mit 495 Einwohnern (Stand 1. Januar 2022) im Norden des Départements Dordogne in der Region Nouvelle-Aquitaine. Sie gehört zum Kanton Brantôme en Périgord im Arrondissement Nontron. Zuständiger Gemeindeverband ist die Communauté de communes Dronne et Belle. Die Einwohner werden als Condacois bzw. als Condacoises bezeichnet.

## Etymologie
Condat leitet sich von der gallorömischen Bezeichnung condate ab – mit der Bedeutung Mündung, Zusammenfluss. Dies dürfte sowohl auf die Mündung des Trincous in die Côle als auch der Côle in die Dronne hinweisen. Beide Mündungen liegen im Gemeindegebiet.

## Geographie

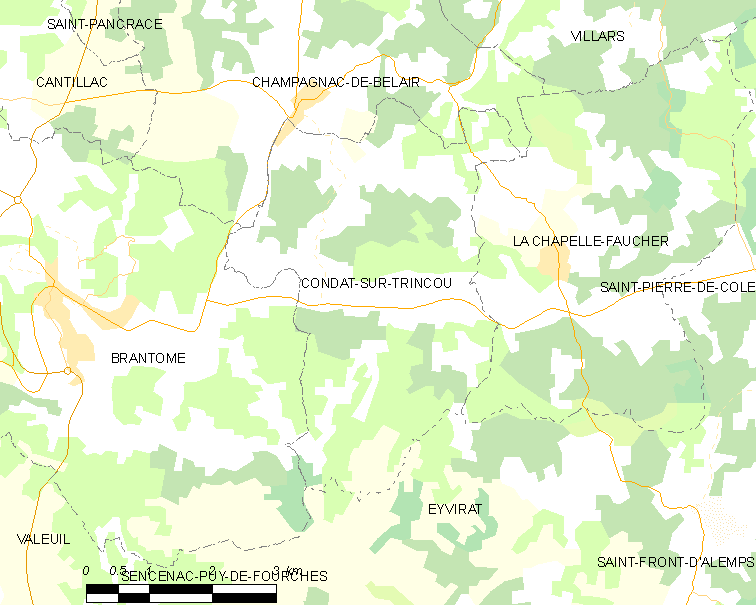
Lagekarte von Condat-sur-Trincou

Condat-sur-Trincou liegt fünf Kilometer ostnordöstlich von Brantôme en Périgord und 16 Kilometer südsüdöstlich von Nontron (Luftlinie).
Die Gemeinde wird von folgenden Nachbargemeinden umgeben:
| Champagnac-de-Belair                    | Champagnac-de-Belair                        |                                        |
|                                         | Kompassrose, die auf Nachbargemeinden zeigt | La Chapelle-Faucher                    |
| Brantôme en Périgord (vormals Brantôme) | Brantôme en Périgord (vormals Eyvirat)      | Brantôme en Périgord (vormals Eyvirat) |

Die Gemeinde setzt sich aus folgenden Geländepunkten, Weilern, Gehöften, Mühlen und Schlössern zusammen:
Aux Castillières, Aux Nodies, Chassepoule, Fouret, Grosse Borne, La Bruge, La Croix, La Croix de Péage, La Donie, Lavaure, Le Bourdeau, Le Cluzeau, Le Grand Jarry, Le Grand Maine, Le Grand Roc,  Le Grillet, Le Moulin de la Croix, Le Moulin de Valade, Le Petit Champagnac, Le Petit Maine, Le Petit Roc, Le Pont de Verneuil, Le Vigneau,  Les Carrières de Verneuil, Les Combannelles, Les Danes, Les Guillaumies, Les Jarthes, Les Piles, Les Vignes, Mombicout,  Mon(t)plaisir, Pagnac, Puy Blanc, Puy Sec, Puyfayol, Saint-Laurent, Tuquet de l'Olivarie und Valade.
Der topographisch niedrigste Punkt mit 104 Meter über dem Meeresspiegel liegt an der Mündung der Côle in die Dronne, die höchste Stelle mit 208 Meter befindet sich beim Weiler Le Grand Maine an der Südwestecke. Die absolute Höhendifferenz beträgt 104 Meter, die durchschnittliche Meerhöhe 156 Meter. Das Rathaus befindet sich auf 125 Meter.

### Verkehrsanbindung
Im Dronnetal an der Westgrenze der Gemeinde verläuft die D 83 von Brantôme nach Saint-Pardoux-la-Rivière. Das Côletal im Süden durchzieht die D 78 von Brantôme nach Saint-Jean-de-Côle. Der Ortskern selbst kann nur über Kommunalstraßen erreicht werden: von Champagnac-de-Belair im Nordwesten, von Villars im Nordosten, von Valade an der D 78 im Süden und von Chapelle-Faucher im Südosten. Den Osten des Gemeindegebietes durchquert die D 3 von Villars nach Agonac. Die Nord-Süd-verlaufenden Täler im Südteil der Gemeinde jenseits der Côle werden von der D 74 (nach Eyvirat und Saint-Front-d’Alemps) sowie von mehreren kleineren Kommunalstraßen durchzogen.

### Bodenbedeckung

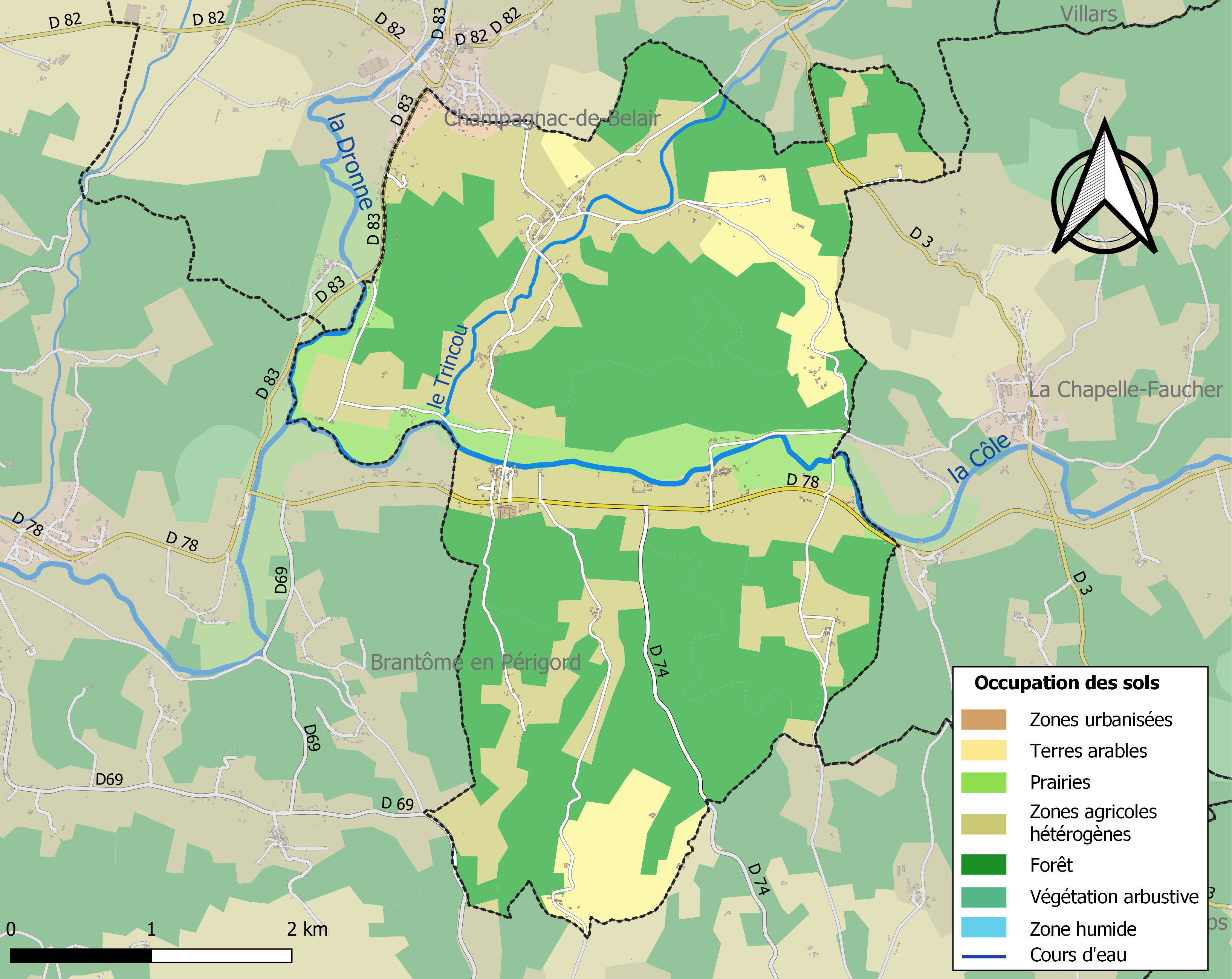
Bodenbedeckung in der Gemeinde Condat-sur-Trincou

Die Bodenbedeckung der Gemeinde Condat-sur-Trincou schlüsselt sich im Jahr 2018 gemäß der europäischen Datenbank CORINE Land Cover (CLC) wie folgt auf:
- Wälder – 52,3 %
- heterogene landwirtschaftliche Nutzung – 31,1 %
- Ackerland – 9,2 %
- Wiesen – 6,9 %
- Bebauung – 0,5 %.

Die forstwirtschaftliche Nutzung steht im Vordergrund. Der Anteil der forstwirtschaftlichen Nutzflächen (Wälder) ist seit 1990 mit 51,5 % auf 52,3 % im Jahr 2018 leicht angestiegen.

## Klima
Condat-sur-Trincou besitzt ein abgeschwächtes ozeanisches Klima  mit gemäßigtem Sommer (Cfb nach Köppen und Geiger), das sich durch folgende Parameter auszeichnet:
| Klimaparameter im Zeitraum 1971–2000 - Jahresmittel: 12,1 °C - Anzahl der Tage unter −5 °C: 3,6 - Anzahl der Tage oberhalb 30 °C: 8,0 - Maximum im Tages-Temperaturunterschied: 15,1 °C - Jahresniederschlag: 934 mm - Niederschlagstage im Januar: 12,8 - Niederschlagstage im Juli: 7,0 |

Durch den Klimawandel zeichnen sich Erhöhungen im Jahresmittel ab, die sich bereits auch bemerkbar machen. So ist beispielsweise an der 62 Kilometer entfernten Wetterstation in Bergerac das langjährige Jahresmittel von 13,2 °C für 1971–2000 über 13,1 °C für 1981–2010 auf 13,3 °C für 1991–2020 angestiegen – ein Zuwachs um 0,1 °C innerhalb von 20 Jahren.

## Hydrographie

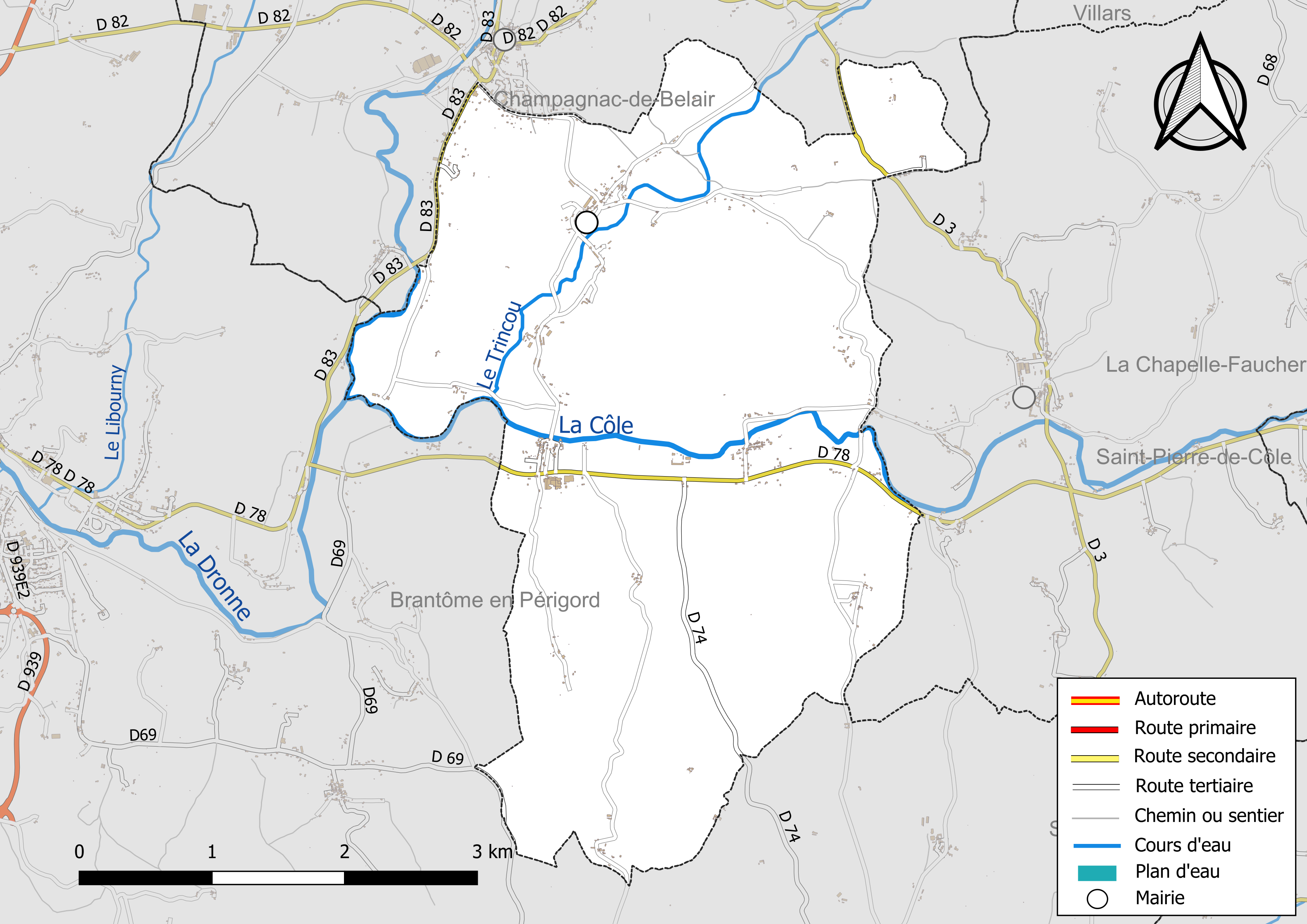
Hydrographische Karte von Condat-sur-Trincou

Der Ortskern liegt am Trincou, der von Villars im Nordosten kommend zur Côle hin abfließt und als rechter Nebenfluss in diese mündet. Die Côle durchzieht in westlicher Fließrichtung in etwa mittig das Gemeindegebiet, um bei Saint-Laurent an der Südwestecke als linker Nebenfluss in die Dronne zu münden. Die Côle nimmt vor ihrer Mündung linksseitig noch mehrere Trockentäler auf, darunter die Täler bei Monplaisir und bei Valade. Die Dronne bildet auf den letzten eineinhalb Kilometern vor der Côlemündung die westliche Gemeindegrenze zu Champagnac-de-Belair und anschließend zu Brantôme.
Trincou und Côle gehören zum Flusssystem Isle-Dronne.
Die Gesamtlänge des Entwässerungsnetzes der Gemeinde Condat-sur-Trincou beträgt 10,5 Kilometer.

## Geologie

Geologische Karte von Condat-sur-Trincou

Aufgeschlossen in der Gemeinde Condat-sur-Trincou sind ausschließlich flach liegende (Einfallswinkel bis maximal 12°, Streichrichtung Südost) Sedimente des nördlichen Aquitanischen Beckens sowie deren Alterationsprodukte.
Das Schichtpaket setzt im Ligérien ein (Formation c3a); dessen knolligflaserige bis plattige, weiße Kreidekalke sind am linken Dronneufer (Westrand der Gemeinde) bei les Carrières de Verneuil zu sehen. Über ihm folgt das Angoumien mit den massigen Rudistenkalken der Angoulême-Formation (Formation c3b) und dem weniger resistenten Lagen des Oberturons (Formation c3c). Das Angoumien steht am linken Dronneufer, beiderseits des unteren Trincous und auch beidseitig der Côle an. Nächsthöheres Schichtglied ist das Coniacium mit seinen festen, kryptokristallinen Fossilkalken, sandigen Kalken, Sanden und Austernschillkalken (Formation c4). Es hat eine ziemlich weite Verbreitung und baut unter anderem den Felssporn des Ortskerns auf. Die Serie schließt mit dem Untersanton – graue, plattige, glaukonithaltige Mergelkalke (Formation c5a oder c5). Das Untersanton findet sich im Ostteil der Gemeinde sowie auf den Höhenlagen im Süden.
Vereinzelt werden einige Höhenlagen von pleistozänem Kolluvium überdeckt, insbesondere die Rücken beiderseits der Côle (Formation AC bzw. C). Würmeiszeitlicher Hangschutt verfüllt Tallagen im Trincoutal und im rechtsseitigen Côletal (Formation GP). Eine mindelzeitliche Hochterrasse findet sich am linken Talrand der Côle bei Le Grand Roc (Formation Fv), risseiszeitliche Mittel- und Niederterrassen sind im Mündungsgebiet von Côle und Dronne häufig anzutreffen (Formationen Fwa und Fwb bzw. Fw). Die Talauen der drei Flüsse werden von rezenten Sedimenten aufgebaut (Formation K).
Durch das Gemeindegebiet von Condat-sur-Trincou quert der Ausläufer der Mareuil-Störung in ostsüdöstlicher Richtung. Diese Verwerfung hat zu einem Anheben des südlichen Schichtverbandes geführt. Der Versetzungsbetrag liegt bei ungefähr 20 Meter. Die Störung quert unmittelbar südlich des Ortskerns; mit Erreichen des Côletals verkompliziert sich das Geschehen und es lassen sich dann mehrere kleinere Seitenäste beobachten.
Das Angoumien wurde in mehreren Steinbrüchen als Baustein abgebaut, beispielsweise bei Les Carrières de Verneuil im Dronnetal, südlich des Ortskerns im Trincoutal und bei La Croix im Côletal.

## Naturrisiken

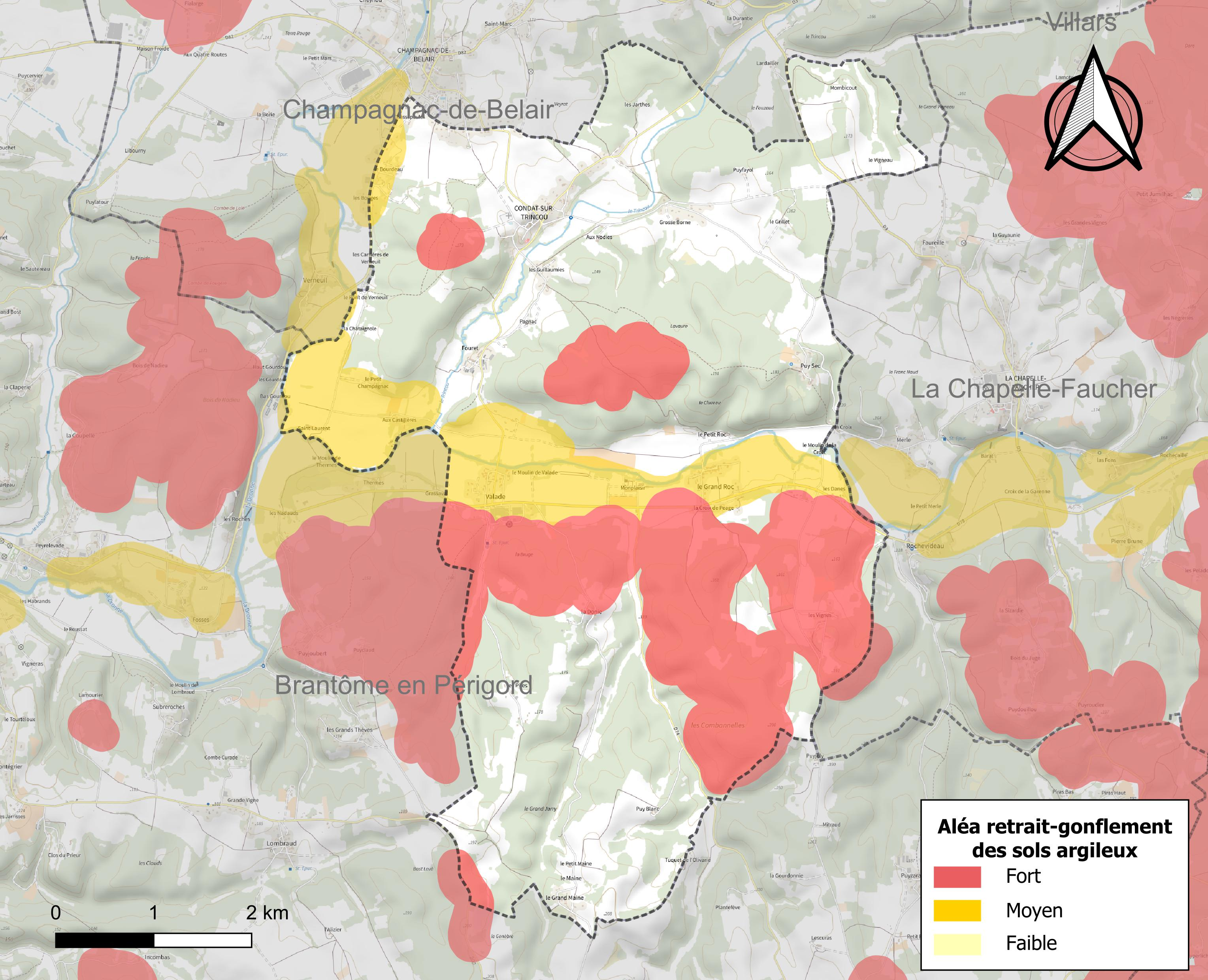
Risikokarte des Quellungs/Schrumpfungsverhältnisses von Tonmineralen in Böden für Condat-sur-Trincou

Naturrisiken manifestieren sich in Condat-sur-Trincou als
- Überschwemmungen und den mit ihnen assoziierten Schlammströmen und Hangrutschungen im Tal der Dronne, der Côle und des Trincous
- Dürren
- Stürme
- Bodensetzungen.

In den Jahren 1982, 1983, 1988, 1993 und 1999  kam es aufgrund erhöhter Niederschläge zu Überschwemmungen, größeren Bodenbewegungen und Rutschungen. Bodenrutschungen wurden vor allem im Jahr 1999 registriert.
Dürrejahre waren 1989 und 2003. In diesen Perioden herrschte erhöhte Waldbrandgefahr. Der heiße Sommer von 2003 machte insbesondere alten Menschen schwer zu schaffen.
Ein herausragendes Wintersturmereignis war das Sturmtief Martin im Dezember 1999, das enorme Schäden an den Wäldern und auch an der Infrastruktur hinterließ. Die Zerstörungen in den Wäldern sind selbst im Jahr 2022 noch zu erkennen.
Wie die Risikokarte zeigt, ist Condat-sur-Trincou von der Gefahr durch Bodensetzungen betroffen, die Gefahren konzentrieren sich hierbei auf Böden des Kolluviums im Mittelabschnitt und vor allem südlich der Côle, von geringerer Bedeutung auch auf die Alluvialböden der Dronne und der Côle.
Die Erdbebengefahr ist als relativ niedrig einzustufen, am Westrand des Massif Central sind recht seltene Beben der Stärke 3 auf der Richterskala bekannt.

## Geschichte

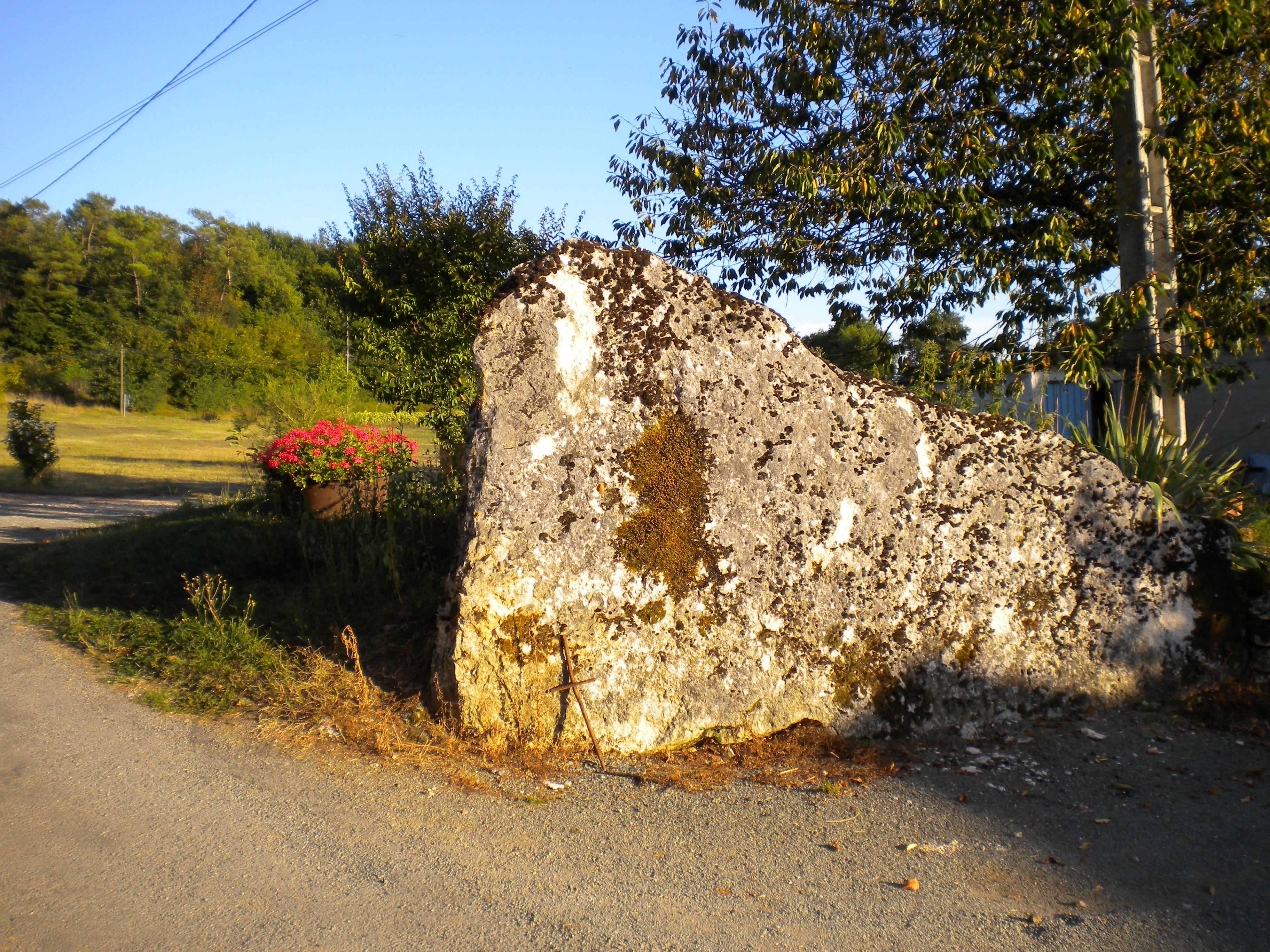
Der Menhir in Fouret – etwas zweckentfremdet

Die Anwesenheit des Menschen lässt sich in Condat-sur-Trincou bis in die Megalithzeit zurückverfolgen. Beim Weiler Fouret steht der Dolmen von Peyrelevade, im Weiler selbst ist ein Menhir erhalten. Im Ortskern von Condat-sur-Trincou wurden Spuren aus der Keltenzeit und der gallorömischen Epoche gefunden. Am Fuß der Felswand liegt der so genannte Barbarenfriedhof mit Bestattung in aufrechter Position, wahrscheinlich aus der Zeit der Völkerwanderung. Im frühen Mittelalter bestand auf dem Felsen eine Nekropole. Darüber wurde dann im Zwölften Jahrhundert die romanische Ortskirche erbaut. Das Schloss von Condat (Château de Condat) stammt aus dem 13. Jahrhundert. Bertrand du Guesclin belagerte hier die Engländer im Jahr 1377. Das Schloss Château de Montplaisir geht ins 15. Jahrhundert zurück. Im 18. Jahrhundert wurde schließlich das Schloss Château des Castillères errichtet.
Auf der Cassini-Karte von 1756 bis 1789 wird der Ort noch als Condac angeführt. 1793 hieß er dann Condat de Drone, 1801 nur noch Condat und erst ab 1906 dann Condat-sur-Trincou.

## Bevölkerungsentwicklung
| Jahr | Einwohner |  |
| 1962 | 391       |  |
| 1968 | 386       |  |
| 1975 | 352       |  |
| 1982 | 325       |  |
| 1990 | 376       |  |
| 1999 | 407       |  |
| 2006 | 478       |  |
| 2007 | 488       |  |
| 2010 | 491       |  |
| 2012 | 469       |  |
| 2016 | 474       |  |
| 2017 | 480       |  |
| 2019 | 478       |  |

Quelle: INSEE
Die Bevölkerung war in der Gemeinde Condat-sur-Trincou bis 1982 rückläufig, sie ist aber seitdem wieder am Ansteigen und hatte 2010 einen neuen Höchstwert erreicht.

## Verwaltung
Bürgermeister von Condat-sur-Trincou war seit 2008 der parteilose Rentner François Thomas. Er wurde im Februar 2018 von Francis Millaret abgelöst, welcher der Divers gauche angehört und im Mai 2020 wiedergewählt wurde.

## Präsidentschaftswahlen 2022
| Kandidaten                       | Kandidaten            | Parteien                      | Parteien            | 1. Wahlgang | 1. Wahlgang | 2. Wahlgang | 2. Wahlgang |
| Kandidaten                       | Kandidaten            | Parteien                      | Parteien            | Stimmen     | %           | Stimmen     | %           |
| -------------------------------- | --------------------- | ----------------------------- | ------------------- | ----------- | ----------- | ----------- | ----------- |
|                                  | Marine Le Pen         | Front national                | FN                  | 120         | 38,96 %     | 172         | 61,21 %     |
|                                  | Emmanuel Macron       | En marche !                   | EM                  | 60          | 19,48 %     | 109         | 38,79 %     |
|                                  | Jean-Luc Mélenchon    | Front de gauche               | FDG                 | 47          | 15,26 %     |             |             |
|                                  | Éric Zemmour          | Reconquête                    |                     | 19          | 6,17 %      |             |             |
|                                  | Valérie Pécresse      | Les Républicains              | LR                  | 7           | 2,27 %      |             |             |
|                                  | Jean Lassalle         | Résistons !                   | R                   | 19          | 6,17 %      |             |             |
|                                  | Anne Hidalgo          | Parti socialiste              | PS                  | 7           | 2,27 %      |             |             |
|                                  | Fabien Roussel        | Parti communiste français     | PC                  | 5           | 1,62 %      |             |             |
|                                  | Nicolas Dupont-Aignan | Debout la République          | DLR                 | 7           | 2,27 %      |             |             |
|                                  | Yannick Jadot         | Europe Écologie-Les Verts     | EELV                | 12          | 3,90 %      |             |             |
|                                  | Nathalie Arthaud      | Lutte Ouvrière                | LO                  | 4           | 1,30 %      |             |             |
|                                  | Philippe Poutou       | Nouveau Parti anticapitaliste | NPA                 | 1           | 0,33 %      |             |             |
|                                  |                       |                               |                     |             |             |             |             |
| Gesamt                           | Gesamt                | Gesamt                        | Gesamt              | 308         | 100 %       | 281         | 100 %       |
|                                  |                       |                               |                     |             |             |             |             |
| Gültige Stimmen                  | Gültige Stimmen       | Gültige Stimmen               | Gültige Stimmen     | 308         | 97,47 %     | 281         | 92,74 %     |
| Ungültige Stimmen                | Ungültige Stimmen     | Ungültige Stimmen             | Ungültige Stimmen   | 8           | 2,53 %      | 22          | 7,26 %      |
| Wahlbeteiligung                  | Wahlbeteiligung       | Wahlbeteiligung               | Wahlbeteiligung     | 316         | 82,29 %     | 303         | 78,91 %     |
| Enthaltungen                     | Enthaltungen          | Enthaltungen                  | Enthaltungen        | 68          | 17,71 %     | 81          | 21,09 %     |
| Registrierte Wähler              | Registrierte Wähler   | Registrierte Wähler           | Registrierte Wähler | 384         |             | 384         |             |
|                                  |                       |                               |                     |             |             |             |             |
| Quelle: Ministère de l'Intérieur |                       |                               |                     |             |             |             |             |

Die Präsidentschaftswahlen 2022 in Condat-sur-Trincou konnte Marine Le Pen deutlich für sich entscheiden.

## Wirtschaft

### Beschäftigung
Im Jahr 2015 betrug die erwerbsfähige Bevölkerung zwischen 15 und 64 Jahren 220 Personen (47,1 % der Gesamtbevölkerung). Die Zahl der Arbeitslosen war mit 26 Personen gegenüber 2010 gleich geblieben, die Arbeitslosenrate betrug 11,9 %.

### Unternehmen
Am 31. Dezember 2015 waren in der Gemeinde 32 Unternehmen angesiedelt, davon 16 in Handel, Transport und Dienstleistungen, 6 in Landwirtschaft, Forst oder Fischerei, 6 im Baugewerbe,  3 in Verwaltung, Bildung, Gesundheit oder Sozialhilfe und 1 in der Industrie.

## Sehenswürdigkeiten
- Der Dolmen Peyrelevade und der Menhir in Fouret. Der Dolmen ist seit 1960 Monument historique.
- Die romanische Ortskirche Saint-Étienne aus dem Zwölften Jahrhundert. Monument historique seit 1948.
- Das Château de Condat, ein Schloss aus dem 13. und 15. Jahrhundert.
- Das Château de Montplaisir, ein Schloss, dessen Turm aus dem 15. Jahrhundert stammt, der Wohntrakt ist jedoch aus dem 18. und 19. Jahrhundert. Es befindet sich in Privatbesitz.
- Das Château des Castillères, ein im Privatbesitz befindliches Schloss aus dem 18. Jahrhundert.

## Photogalerie

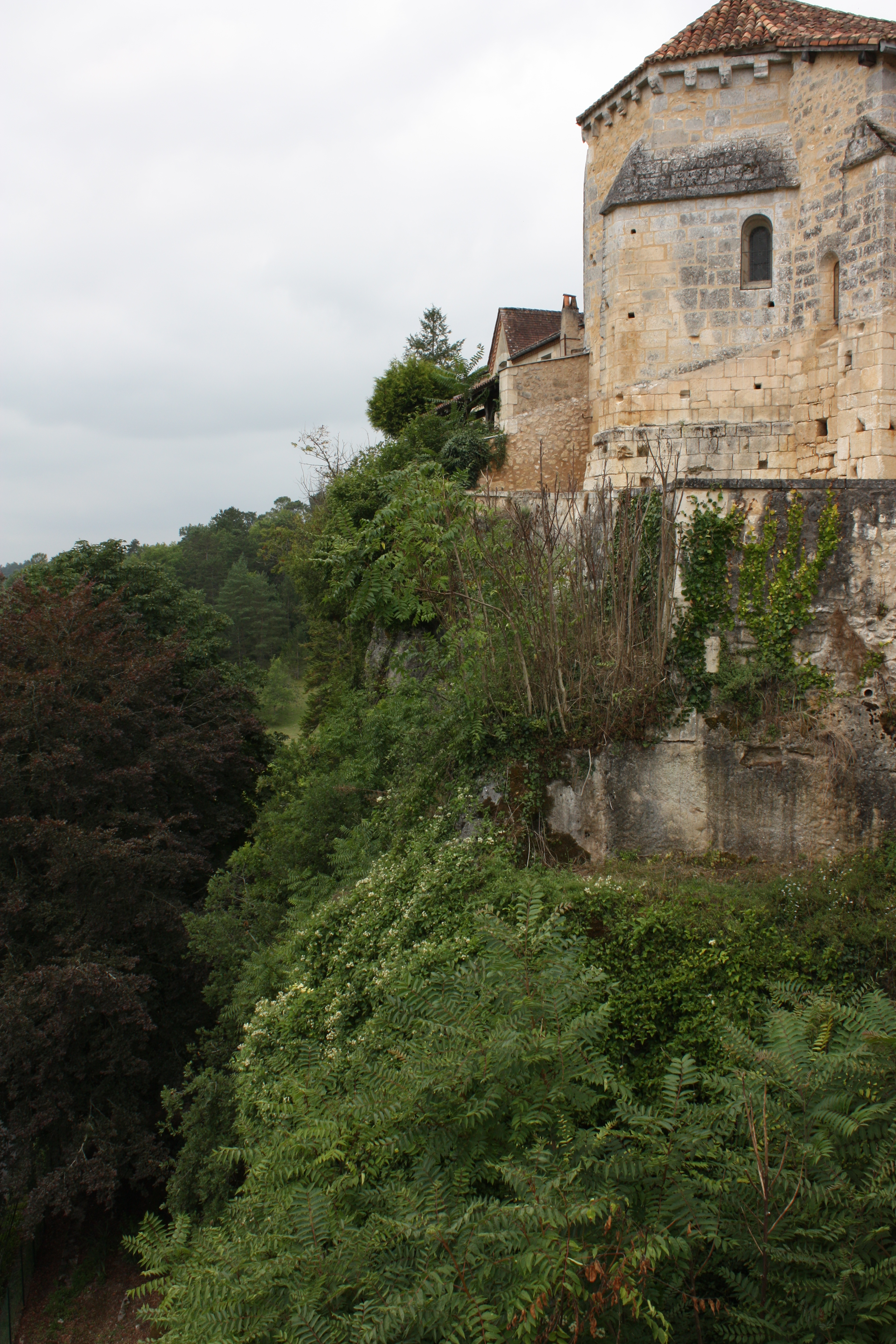
Chorende der Ortskirche Saint-Étienne über der Steilwand aus Coniacium
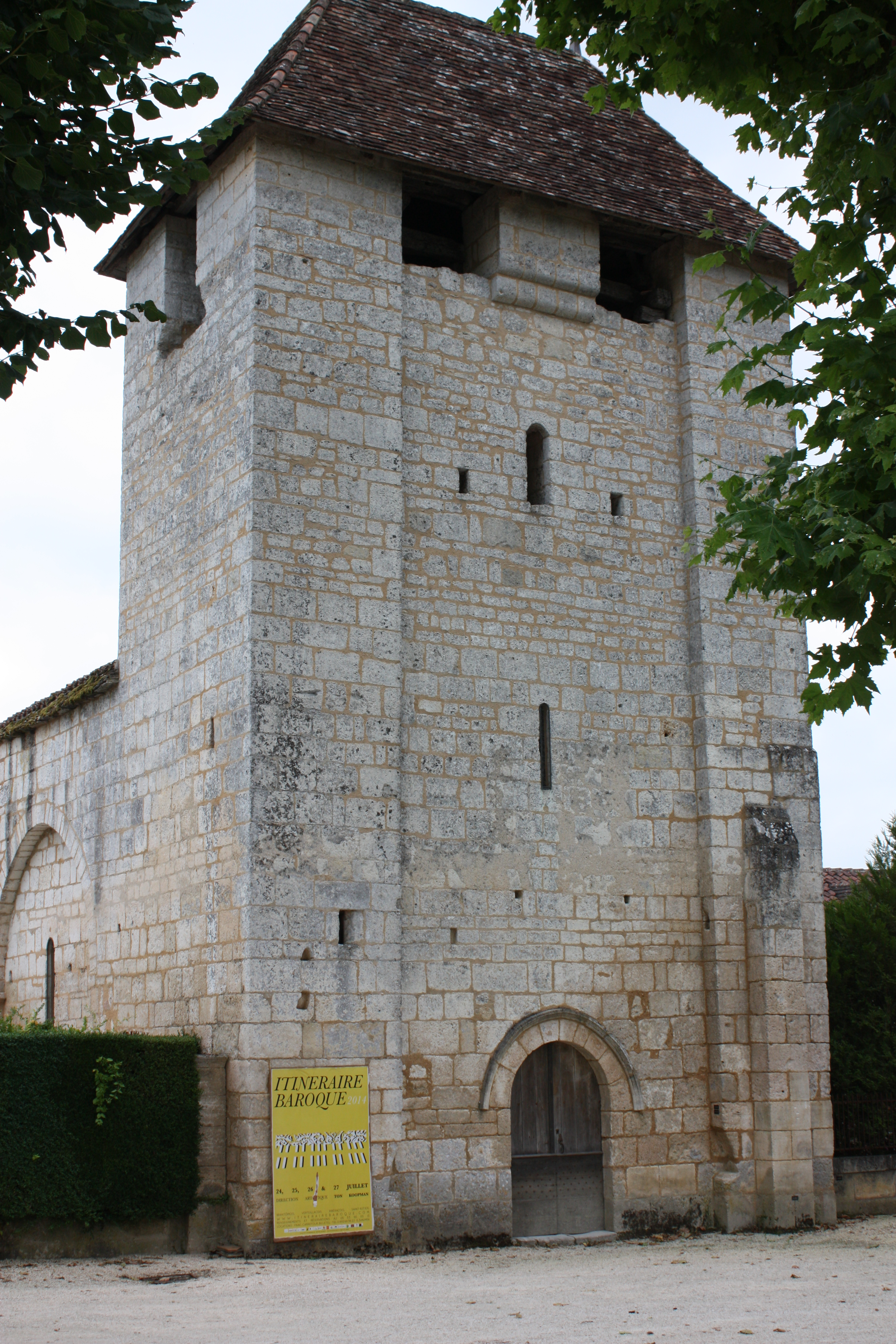
Wehrturm von Saint-Étienne über dem Eingangsportal
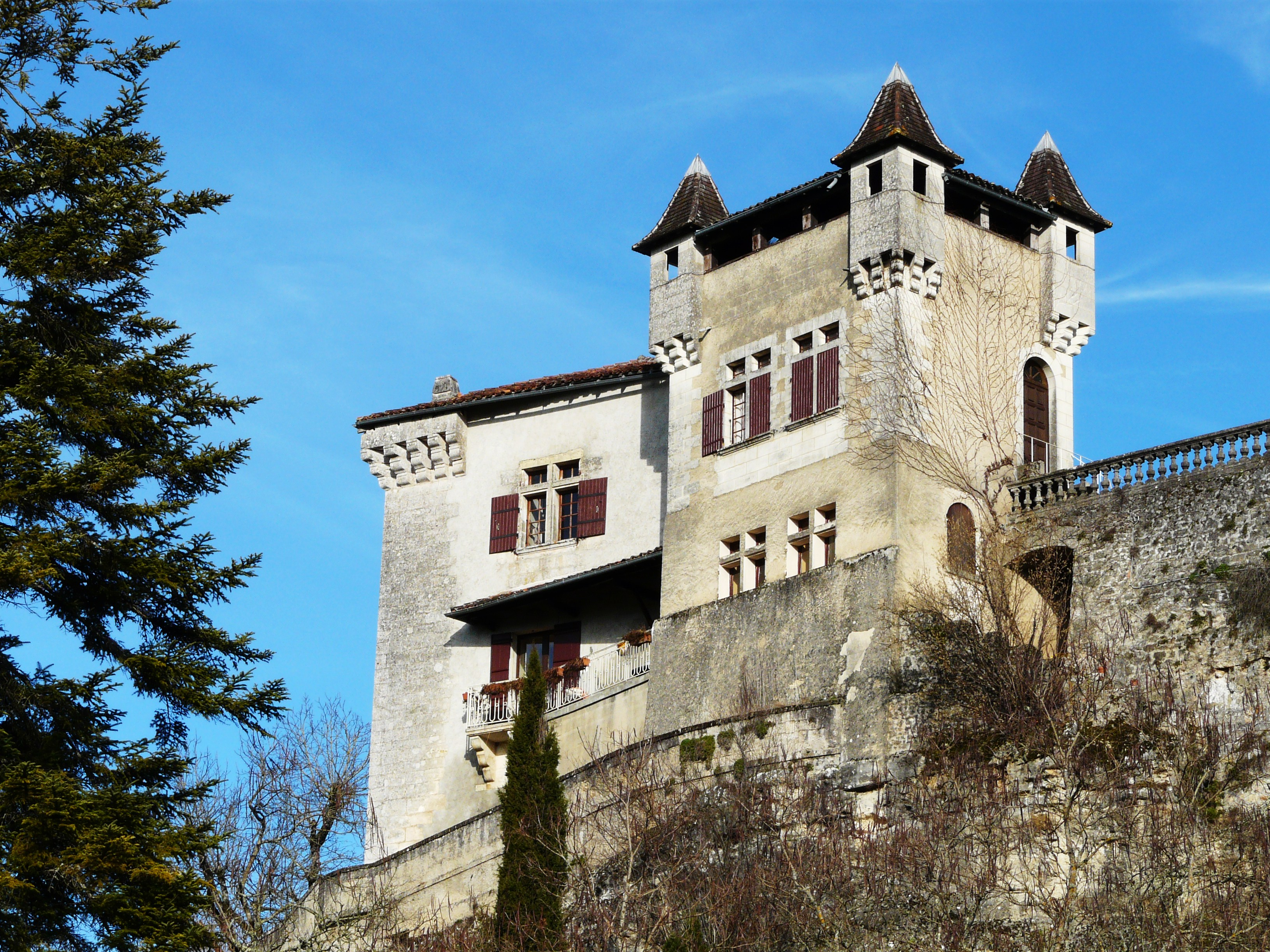
Das Schloss Château de Condat im Ortskern
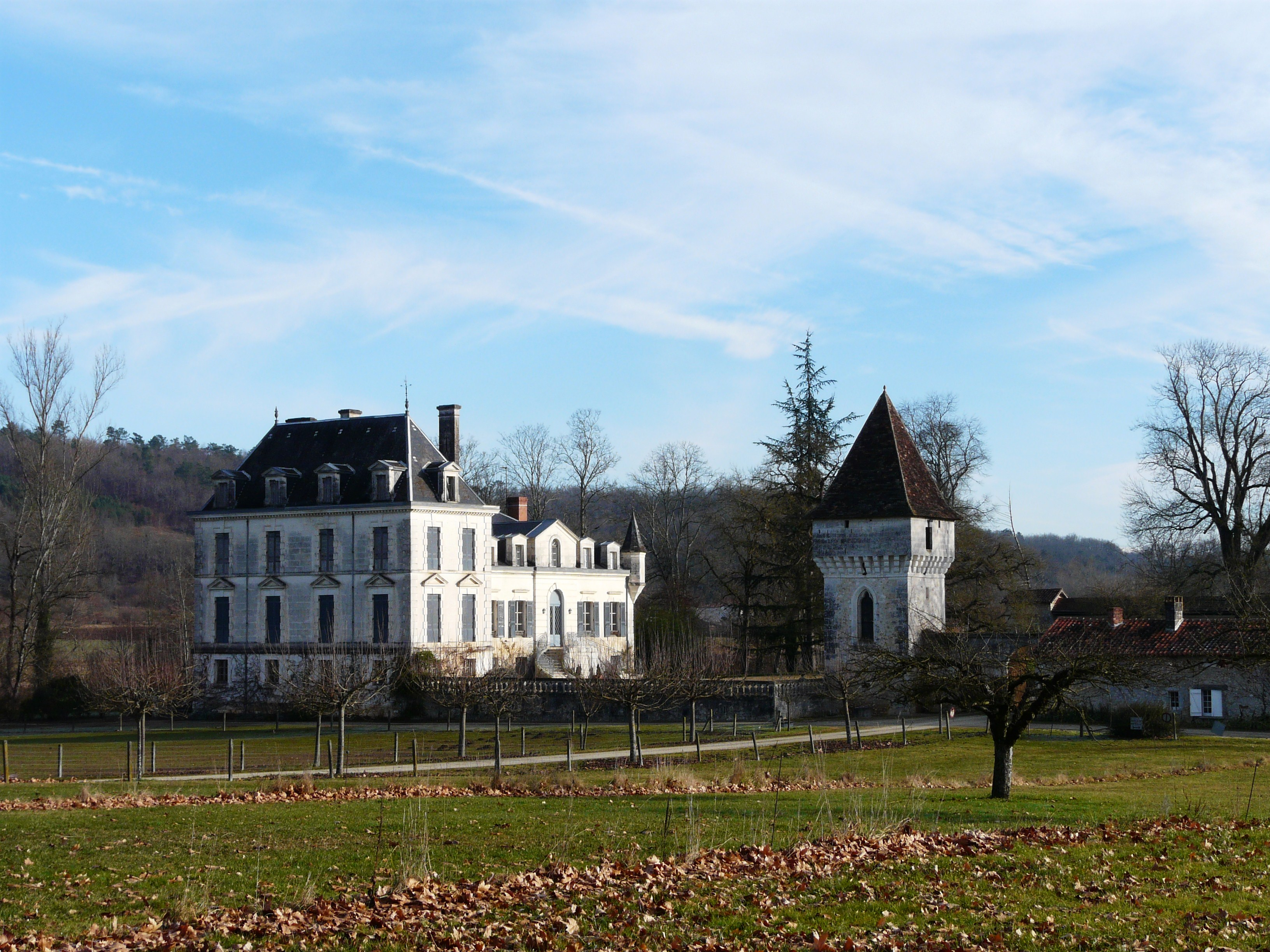
Das Schloss Château de Montplaisir im Tal der Côle
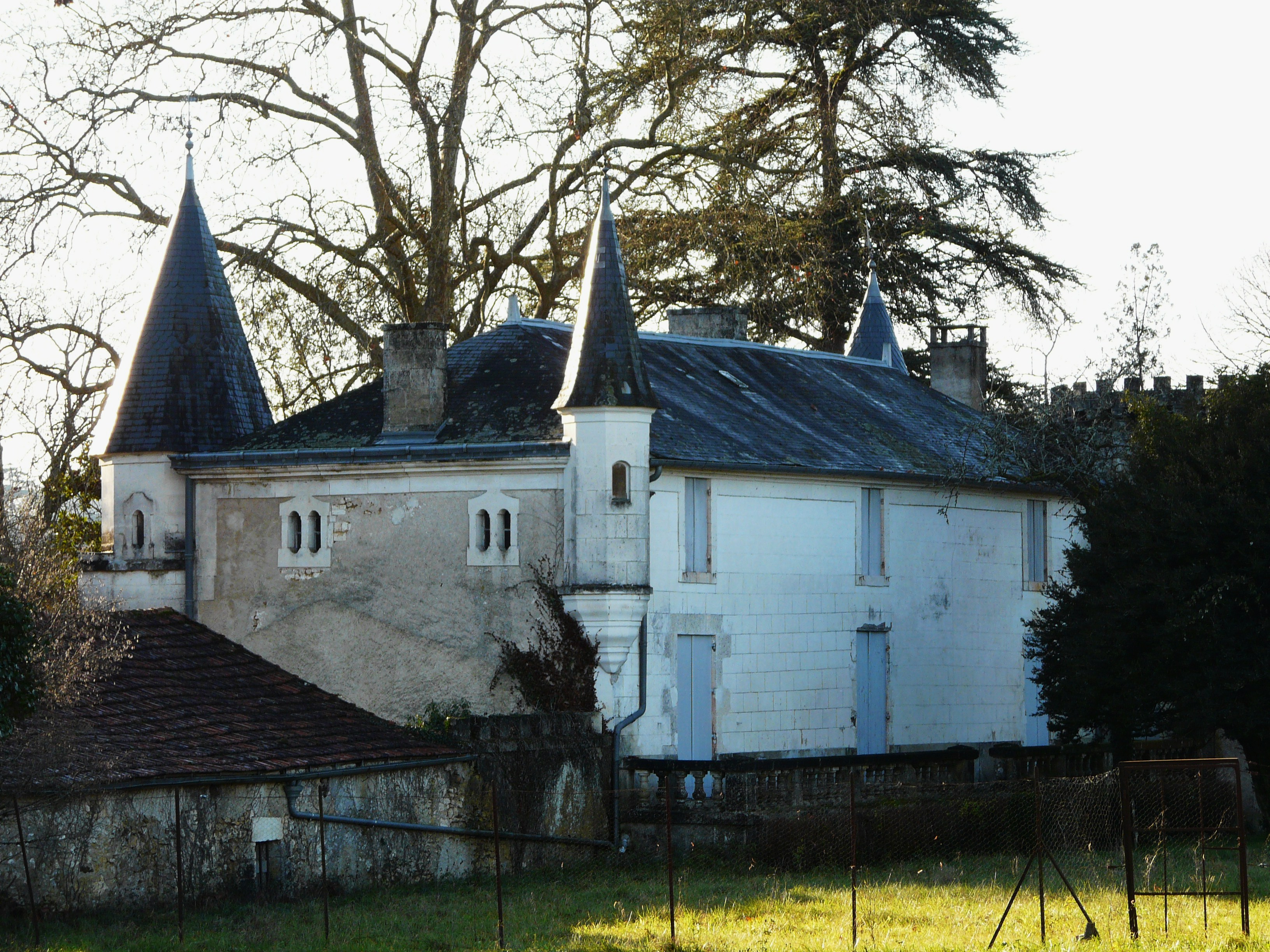
Das Schloss Château des Castillères
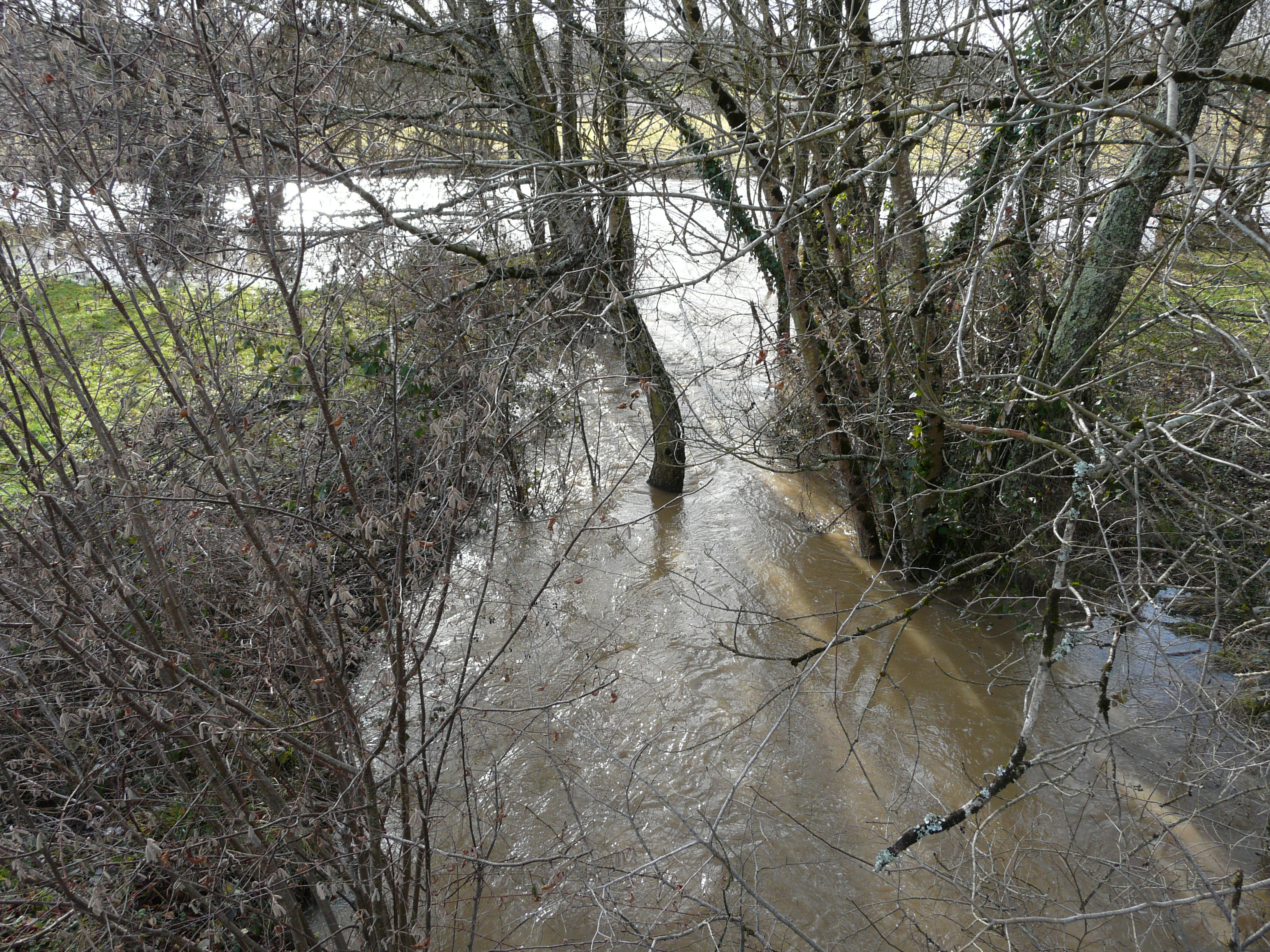
Mündung des Trincous (vorn) in die Côle bei Januarhochwasser
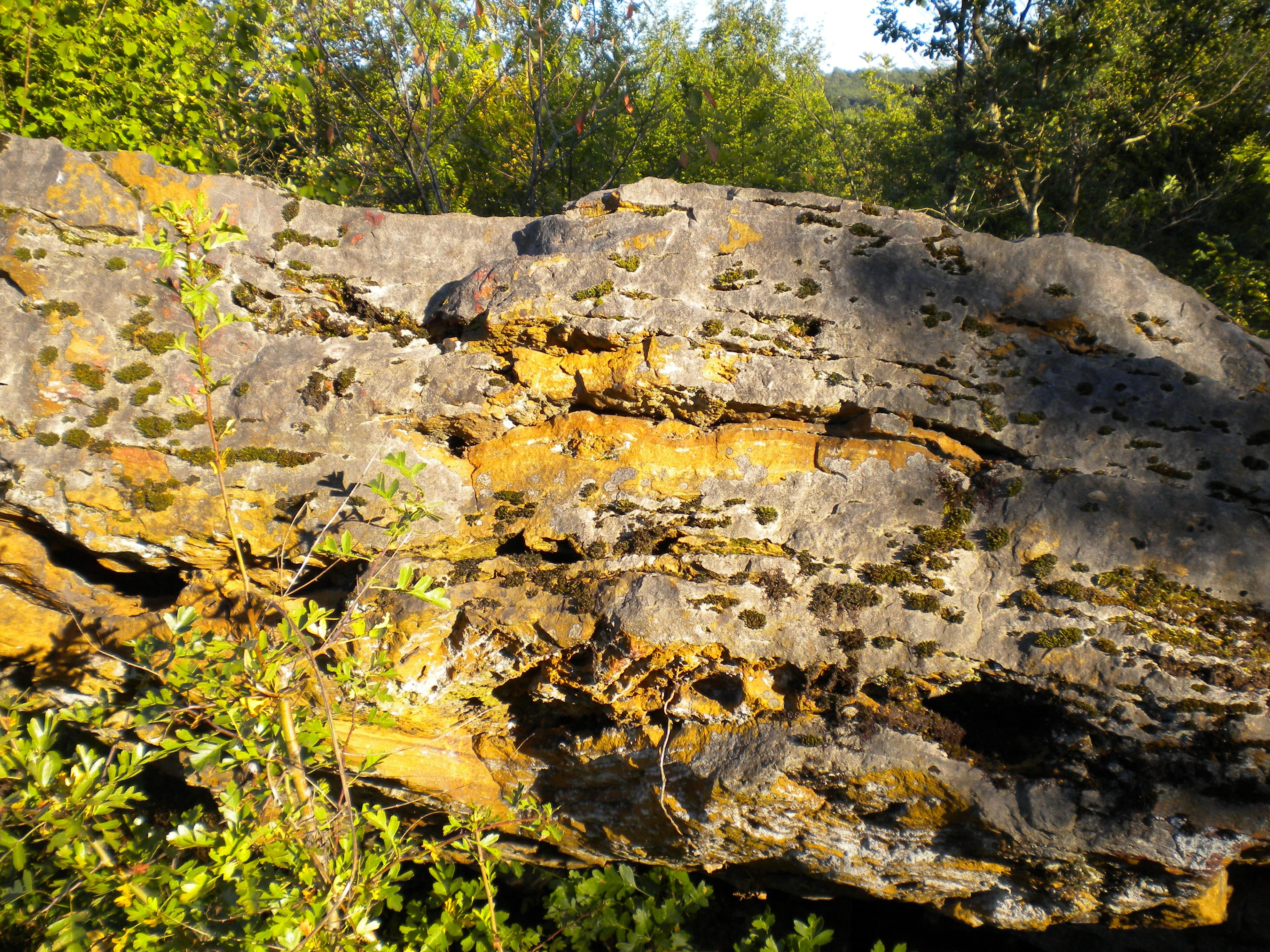
Der Dolmen Peyrelevade bei Fouret aus ortsfremdem Sidérolithique
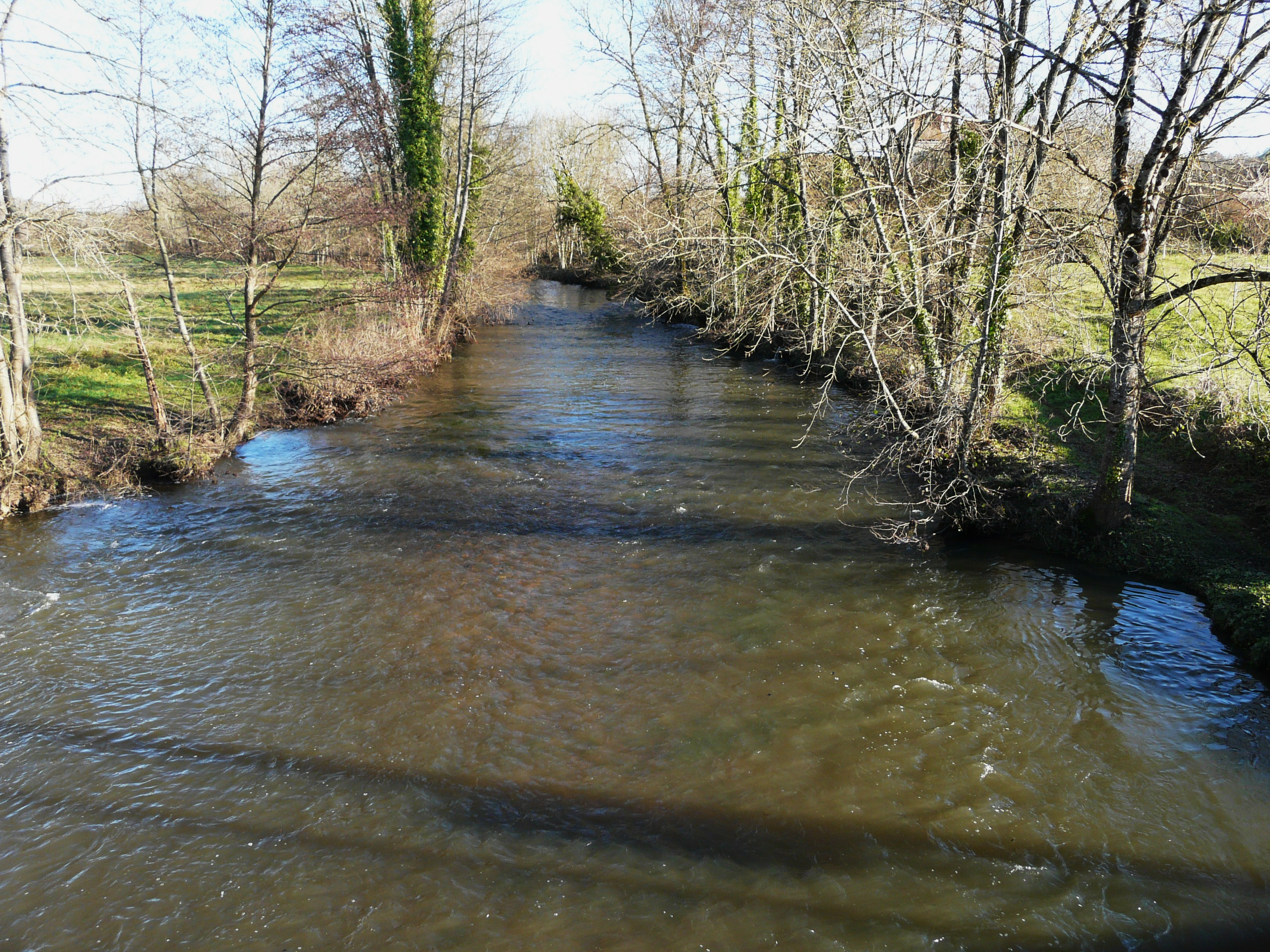
Die Côle flussaufwärts von Valade